# Єгінсу (Аксуський район)
Єгінсу́ (каз. Егінсу) — село у складі Аксуського району Жетисуської області Казахстану. Адміністративний центр Єгінсуського сільського округу.
Населення — 586 осіб (2021; 579 у 2009, 700 у 1999, 1150 у 1989).